# Trevor Philp
Trevor Wansbrough Philp (Toronto, 1 de mayo de 1992) es un deportista canadiense que compitió en esquí alpino. Ganó una medalla de plata en el Campeonato Mundial de Esquí Alpino de 2015, en la prueba de equipo mixto. 

## Palmarés internacional
| Campeonato Mundial | Campeonato Mundial                 | Campeonato Mundial | Campeonato Mundial |
| Año                | Lugar                              | Medalla            | Prueba             |
| ------------------ | ---------------------------------- | ------------------ | ------------------ |
| 2015               | Vail/Beaver Creek (Estados Unidos) | Medalla de plata   | Equipo mixto       |